# 西日本クラシック
西日本クラシック（にしにほんクラシック）は、兵庫県競馬組合が園田競馬場ダート1870mで施行する地方競馬の重賞競走である。

## 概要
2023年まで兵庫県競馬の3歳三冠競走の二冠目として5月上旬に施行されてきた兵庫チャンピオンシップが、2024年より1870mから1400mに距離変更されて短距離路線に移行して兵庫県三冠から外れ、これにかわって2024年に同時期に施行される西日本地区所属の3歳馬による1870mの重賞として新設された競走である。ただ、兵庫三冠には秋に行われる園田オータムトロフィーが組み込まれ、本競走は兵庫三冠の役割を引き継がず2024年度に新設される3歳ダート三冠競走（羽田盃・東京ダービー・ジャパンダートクラシック）のうち6月に施行される東京ダービーの指定競走に位置づけられた。東京ダービーの優先出走権の付与はないものの、本競走1着馬が東京ダービー出走を希望した場合、当該馬は出走馬選定委員会による選定において本競走の成績を重視される。
負担重量は定量で第1回は牡・騸56kg、牝馬54kgだったが、第2回より牡・騸57kg、牝馬55kgとなる。

### 条件・賞金等（2025年）
出走条件
サラブレッド系3歳、西日本地区所属
- 他地区所属馬の出走枠は5頭。

負担重量
定量。牡・騸57kg、牝55kg。
賞金額
賞金額は1着800万円、2着320万円、3着200万円、4着120万円、5着80万円で、着外馬参加報償金は12万円。

### 過去の賞金額
| 回数            | 1着賞金 （万円） | 2着賞金 （万円） | 3着賞金 （万円） | 4着賞金 （万円） | 5着賞金 （万円） |
| --------------- | ---------------- | ---------------- | ---------------- | ---------------- | ---------------- |
| 第1回（2024年） | 800              | 280              | 160              | 120              | 80               |

2024年の着外馬参加報償金は12万円。

## 歴代優勝馬
| 回数  | 施行日       | 優勝馬         | 性齢 | 所属 | タイム | 優勝騎手 | 管理調教師 | 馬主     |
| ----- | ------------ | -------------- | ---- | ---- | ------ | -------- | ---------- | -------- |
| 第1回 | 2024年5月1日 | シンメデージー | 牡3  | 高知 | 2:05.1 | 吉村智洋 | 打越勇児   | 楠昌史   |
| 第2回 | 2025年5月8日 | キミノハート   | 牝3  | 兵庫 | 2:06.2 | 田野豊三 | 吉見真幸   | 徳丸初盛 |

### 競走結果の出典
- 西日本クラシック歴代優勝馬 - 地方競馬全国協会
- JBISサーチ
  - 2024年